# Col de la Chapelle
Le col de la Chapelle est un col situé à Paris en France, à une altitude de 55 mètres. 

## Situation
Il est situé rue de la Chapelle, au niveau de basilique Sainte-Jeanne-d'Arc,. C'est le point bas de la ligne de crête rejoignant Montmartre au parc des Buttes-Chaumont.
La station de métro Marx Dormoy est située à proximité.

## Littérature
Au col de la Chapelle est le titre d'un ouvrage, paru en 2015, de l'essayiste Joël Cornuault, qui se rappelle son enfance passée en ce lieu.

## Sources
- « [FR-75-0055] Col de la Chapelle », sur le site de l'association de cyclotouristes  « Le club des cent cols » (consulté le 25 octobre 2023).
- Jean-Louis Marrou, « Montmartre : vue imprenable sur le col de La Chapelle », sur le site « Ça vaut le détour à Paris », 21 novembre 2011 (consulté le 25 octobre 2023)

## Pour approfondir